# 異齒尾鯙
異齒尾鯙，輻鰭魚綱鰻鱺目鯙亞目鯙科的其中一種，分布於太平洋區，包括珊瑚海、薩摩亞群島、馬紹爾群島、強斯頓環礁等海域，棲息深度6-9公尺，體長可達53公分，為底棲性魚類，生活在潟湖、臨海礁石海域，屬肉食性，生活習性不明。

## 擴展閱讀
維基物種上的相關：異齒尾鯙